# Iuiú
Iuiú är en kommun i Brasilien.   Den ligger i delstaten Bahia, i den östra delen av landet, 500 km öster om huvudstaden Brasília. Antalet invånare är 10 905.
Omgivningarna runt Iuiú är huvudsakligen savann. Runt Iuiú är det mycket glesbefolkat, med 6 invånare per kvadratkilometer.